# Matteo Bruni
Matteo Bruni (Winchester, 23 novembre 1976) è un funzionario britannico di origine italiana.
Il 18 luglio 2019 è stato nominato da papa Francesco direttore della Sala stampa della Santa Sede, coadiuvato dalla giornalista Cristiane Murray, dal 1995 collaboratrice di Radio Vaticana.

## Biografia
Nato nel 1976 a Winchester, nel Regno Unito, conseguì una laurea in lingue e letterature straniere all'Università "La Sapienza" di Roma. Nel 2009 entrò a far parte della Sala stampa della Santa Sede in qualità di coordinatore della Sezione Accrediti, gestendo anche le comunicazioni operative con la stampa.
Quattro anni più tardi, divenne responsabile della comunicazione e media durante i viaggi apostolici del papa, occupandosi di organizzare le relazioni esterne con la stampa e di accompagnare i giornalisti ammessi nei suoi voli.
Sposato e padre di una figlia, fin dall'adolescenza è stato membro della Comunità di Sant'Egidio, nella quale ha avuto modo di praticare la conoscenza fluente di quattro lingue: inglese, italiano, francese e spagnolo.